# Bundesstraße 105
Pour les articles homonymes, voir Route 105.
La Bundesstraße 105 (abrégé en B 105) est une Bundesstraße reliant Selmsdorf à Greifswald.

## Localités traversées
- Selmsdorf
- Dassow
- Grevesmühlen
- Wismar
- Neubukow
- Kröpelin
- Bad Doberan
- Rostock
- Ribnitz-Damgarten
- Löbnitz
- Stralsund
- Reinberg
- Greifswald